# 荥阳之战 (317年)
荥阳之战，317年（汉赵麟嘉二年、西晋建兴五年）二月，西晋太守李矩领兵反击汉赵将领刘畅所部进攻的战役。
汉赵皇帝刘聪攻克长安、灭亡西晋之后，在麟嘉二年二月，命堂弟刘畅率三万步骑兵进攻荥阳，与驻在今河南省新郑市的韩王故垒的晋朝荥阳郡太守李矩守军相距七里。刘畅遣使招降李矩，当时晋军没有来得及布防，李矩于是派人向汉军献酒肉诈降，隐藏精兵，以老弱残兵迷惑汉军。刘畅不加防备，宴席犒劳全军，兵将大醉。夜里，李矩派部将郭诵、督护杨璋率领勇士一千人劫营，大败汉军，斩杀数千人，缴获无数马匹铠甲。晋朝河内郡太守郭默派兵增援李矩，晋军分三路在夜玩追击，获胜而归。直到325年，石勒攻取洛阳，郭默、李矩逃到东晋，北方的晋朝势力才被清除。